# Hugo Rost & Co.
Hugo Rost & Co. GmbH mit Sitz in Kiel ist ein deutscher Hersteller von Röntgen- und Computertomographie (CT)-Anlagen. Das Unternehmen entwickelt, produziert und vermarktet diese für Human-, Veterinär- und industrielle Anwendungen.

## Unternehmensgeschichte
Die Firma Hugo Rost & Co. GmbH gilt als einer der Pioniere in der deutschen medizinischen Röntgentechnik. Sie wurde am 17. Mai 1946 von dem Röntgentechniker Hugo Rost als Hugo Rost & Co. Röntgentechnik in Kiel gegründet. Hugo Rost absolvierte seine Lehre als Orthopädietechniker in der bekannten Firma von Ernst Pohl (1923). Die „Pohlschen Werkstätten“ waren zur damaligen Zeit bereits mit Anwendungen zur medizinischen Nutzung der Röntgentechnik befasst und Treffpunkt bekannter Erfinder wie Gerhard Küntscher und Edmund Nagel.

Die von Hugo Rost gegründete Firma befasste sich folgerichtig ebenfalls mit der Entwicklung und Fertigung röntgentechnischer Geräte. Unter anderem war Gründer Hugo Rost Mitglied der Röntgengesellschaft. In Zusammenarbeit mit Lothar Diethelm erfolgte die Realisierung des noch heute so genannten „C-Bogens“ für eine gezielte Röntgendiagnostik in der Unfallchirurgie. 1950 entwickelte Hugo Rost zusammen mit Mathilde Krogmann die ersten Fixierhilfen aus Cellon für Säuglinge und Kleinkinder, die noch heute als BABIX-Hüllen fester Bestandteil der Produktlinie sind, diese wurden bereits im Jahre 1949 zum Patent angemeldet. Im Jahre 1954 wurde ein Röntgendurchleuchtungsgerät mit Bildverstärker für den Operationssaal als Hilfe zur stabilen Osteosynthese entwickelt. Zusammen mit Heinz Grießmann entwickelte die Firma den sogenannten Urologentisch (Grießmann-Tisch), der später auch als Gynäkologentisch verwendet wurde. Nach dem Tod von Hugo Rost wurde seine Firma geteilt. Die Produktion wurde unter dem Namen Hugo Rost Röntgengerätebau weitergeführt und 1969 verkauft. Die Firma Hugo Rost & Co. blieb in Privatbesitz und wurde 1991 in eine GmbH umgewandelt. Seit 2009 fertigt Hugo Rost industrielle 2D-Röntgenanlagen und 3D-CT-Scanner. Als erstes Gerät wurde der kompakte Desktop-Scanner CT50 (50 kV Beschleunigungsspannung) entwickelt, der wiederum eine Serie leistungsstärkerer CT-Scanner bis zum CT130 (130 kV Beschleunigungsspannung) einleitete.

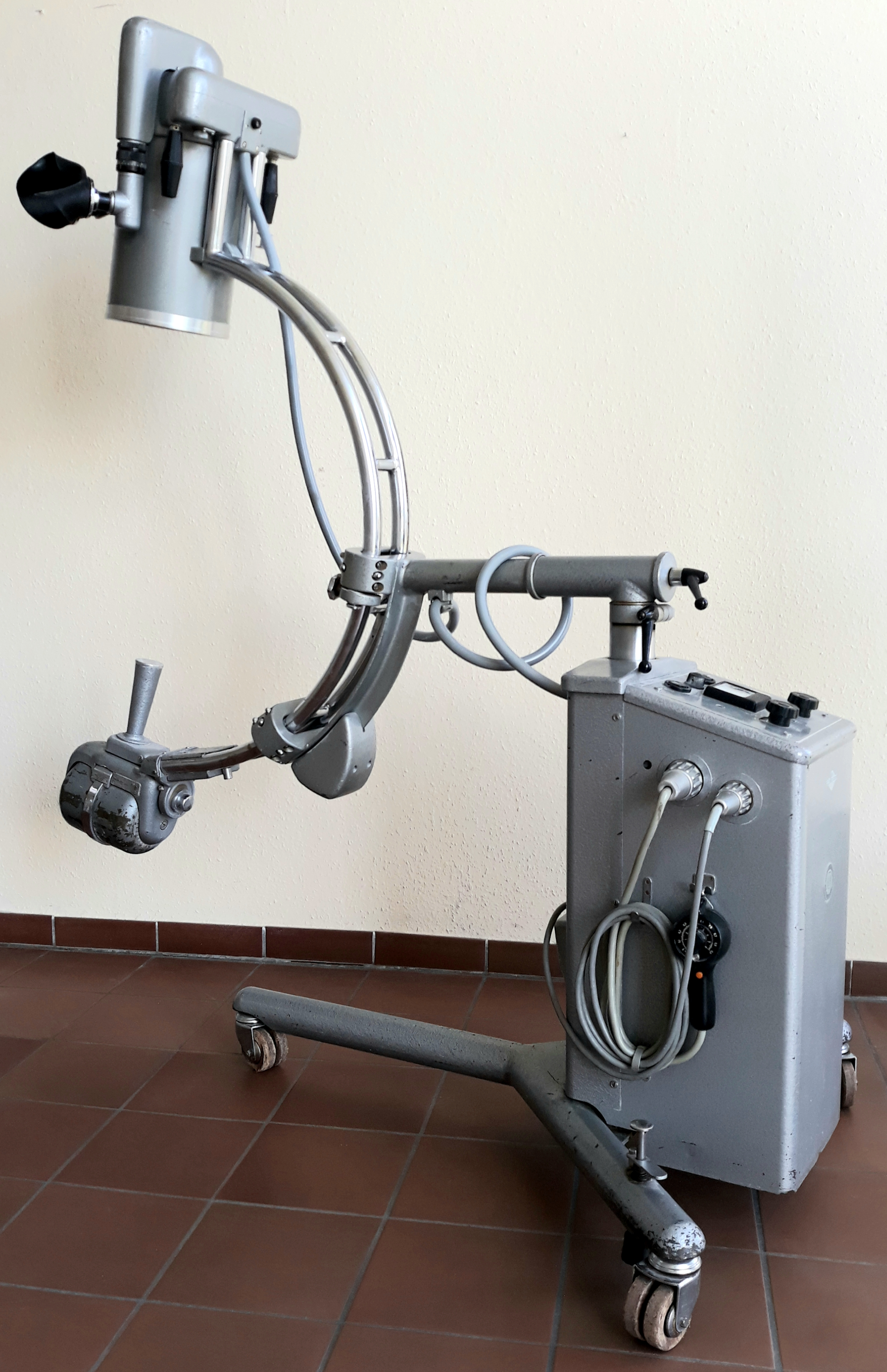
C-Bogen Erfindung durch Hugo Rost, 1952

## Forschung und Entwicklungen
(Quelle:)
- 2014 Ro-Wi-X, Großröntgensystem zur Materialprüfung an Großwindanlagen[8][9]
- 2014–2016 HybridDentCT, auf Basis des CT-130[10]
- 2019 Entwicklung des ExtraOral Scanner (EOS). Als optischer 3D-Scanner basiert er auf dem Prinzip des photogrammetrischen Messens. Anwendungsbereiche liegen in der Digitalisierung von Gebissabdrücken, Inlays oder Brücken mit einem Objekt-Durchmesser von bis zu 100 Millimetern.
- 2020 FaceScan, ein optischer 3D-Scanner, der auf dem Prinzip des photogrammetrischen Messens basiert. Anwendungen liegen im Bereich der Dentalmedizin, Personalisierung von Avataren oder virtual try-on.[11][12]

## Zulassungen
- Hugo Rost & Co. GmbH ist Medizinproduktehersteller gem. ISO 9001 / ISO 13485
- Hugo Rost & Co. GmbH ist zugelassener Fachbetrieb gem. Strahlenschutzverordnung durch das Ministerium MELUND  in Schleswig-Holstein

## Produkte
- 1948 Kassettenhalter für Nasennebenhöhlen-Aufnahmen
- Urologentisch/Grießmanntisch1952 erster C-Bogen

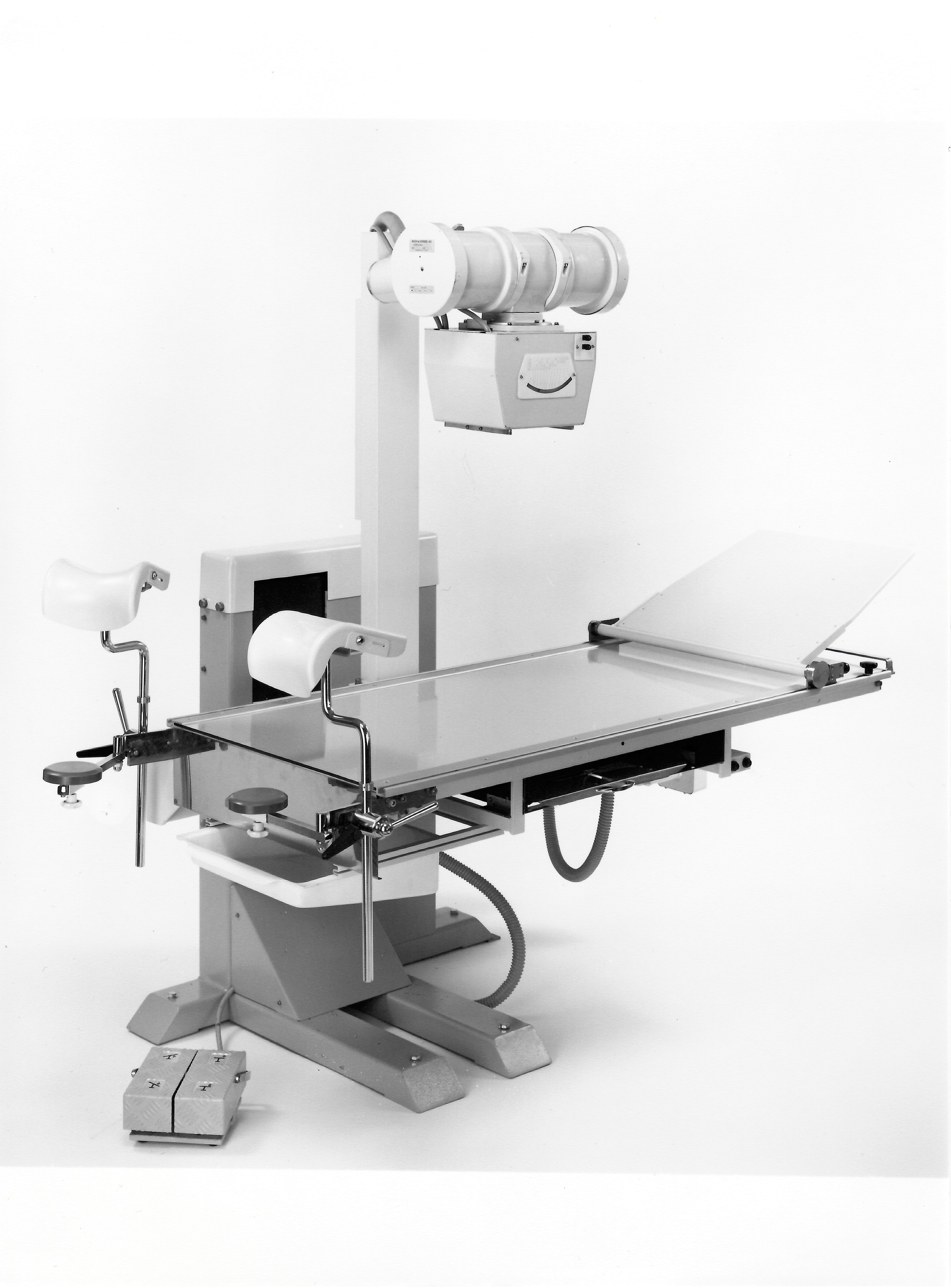
Urologentisch/Grießmanntisch

- 1954 Urologen-Tisch, eine Spezial-Röntgen-Einrichtung für urologische Untersuchungen (Grießmann-Tisch)
- 1962 BABIX-Hülle, eine spezielle Aufnahme, in der Säuglinge und Kleinkinder unter Röntgengeräten fixiert und geröntgt werden können
- 2009 CT 50[13], industrielles Röntgen-Computertomographie-Gerät zur Geometrieprüfung NDT
- 2016 CT130, industrielles Röntgen-Computertomographie-Gerät zur Materialprüfung NDT

## Bekannte Mitarbeiter
- Hugo Rost (1904–1965) war Gründer der Firma und Pionier in der Entwicklung röntgentechnischer Apparaturen.

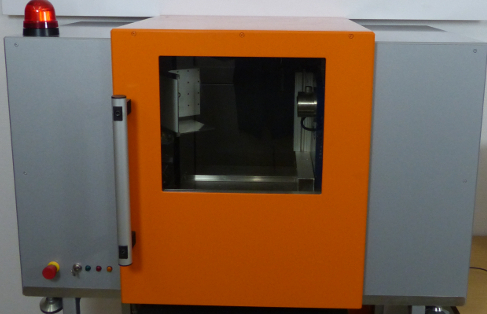
CT-130, Computertomograph mit Streifenlicht-Abtastung als Hybrid-Gerät